# TJ Ostrava
TJ Ostrava (tjeckiska Tělovýchovná jednota Ostrava) är en sportklubb från Ostrava, Tjeckien. Föreningen grundades 14 maj 1952 som ZSJ Ocel NHKG. Den hade ursprungligen volleyboll, bordtennis, tyngdlyftning, skidåkning, friidrott, ishockey, fotboll, bågskytte, boxning, basket och gymnastik på programmet. Den bytte 1953 namn till TJ Baník NHKG och 1958 till TJ Nová huť KG Ostrava. Den gick 1961 samman med TJ Tatran Ostrava. Klubben har tillhört den tjeckisk/tjeckoslaviska eliten i flera sporter, bl.a. bordtennis, golf och volleyboll. Efter sammetsrevolutionen bildade flera sektioner egna klubbar, fotbollsektionen blev till FC Nová 1990 och basketsektionen BK NH Ostrava 1991. Bordtennis-, golf- och volleybollsektionerna stannade dock kvar och professionaliserades. Ivan Lendl spelade tennis för klubben och är numera hedersmedlem.

## Sektioner

### Volleyboll
Spelarna Ivana Plchotová och Tereza Matuszková var med i laget som tog guld vid junior-EM 2000. Klubbens damlag har spelat i Extraliga sedan 2003, där de som bäst blivit trea.